# Joachim Peiper
Joachim Peiper (Berlim, 30 de janeiro de 1915 — Traves, 14 de julho de 1976) foi um oficial alemão da Schutzstaffel (SS) e um criminoso de guerra nazista condenado pelo massacre de prisioneiros de guerra do Exército dos EUA em Malmedy. Durante a Segunda Guerra Mundial na Europa, Peiper serviu como ajudante pessoal de Heinrich Himmler, líder das SS, e como comandante de tanque na Waffen-SS.
Como ajudante de Himmler, Peiper testemunhou a SS implementar o Holocausto com limpeza étnica e genocídio de judeus na Europa Oriental; fatos que ele ofuscou e negou no período pós-guerra. Como comandante de tanques, Peiper serviu na 1.ª Divisão SS Leibstandarte SS Adolf Hitler (LSSAH) na Frente Oriental e na Frente Ocidental, primeiro como comandante de batalhão e depois como comandante de regimento. Peiper lutou na Terceira batalha de Carcóvia e na Batalha das Ardenas, da qual luta seu grupo de batalha de mesmo nome — Kampfgruppe Peiper — tornou-se notório por cometer crimes de guerra contra civis e prisioneiros de guerra.
No Julgamento do Massacre de Malmedy, o tribunal militar dos Estados Unidos estabeleceu a responsabilidade do comando de Peiper por ter cometido o massacre de Malmedy em 1944 e o condenou à morte, que mais tarde foi comutada para prisão perpétua. Na Itália, Peiper foi acusado de ter cometido o massacre de Boves em 1943; essa investigação terminou por falta de provas de crimes de guerra que Peiper ordenou o assassinato sumário de civis italianos. Após a libertação da prisão, Peiper trabalhou para as empresas automobilísticas Porsche e Volkswagen; e mais tarde mudou-se para a França, onde trabalhou como tradutor freelance. Ao longo de sua vida no pós-guerra, Peiper foi muito ativo na rede social de ex-SS, centrada na organização de direita HIAG (Associação de Ajuda Mútua de Antigos Membros da Waffen-SS). Em 1976, Peiper foi assassinado na França quando os anti-nazistas incendiaram sua casa após a publicação de sua identidade como criminoso de guerra da Waffen-SS.
Apesar de ter sido um líder de combate menor, a idolatria de Peiper pelos aficionados da Segunda Guerra Mundial — que romantizam a Waffen-SS na cultura popular — desenvolveram um culto à personalidade que deturpa Peiper como um herói de guerra da Alemanha. Apesar de sua persona militar romantizada, o egocêntrico Peiper personificava a ideologia nazista como um comandante implacável que era indiferente às baixas de combate do Grupo de Batalha Peiper, e que encorajava, esperava e tolerava crimes de guerra por soldados da Waffen-SS.

## Início da vida
Peiper nasceu em Berlim, em 30 de janeiro de 1915, e era o terceiro filho de uma família de classe média da Silésia alemã. Seu pai, Waldemar Peiper, tinha sido um oficial do Exército Imperial Alemão que foi ferido na campanha de 1904 na África Oriental Alemã. Ele contraiu malária, que o desmobilizou da ativa na África alemã. Mais tarde, Waldemar retomou a ativa no Exército Imperial durante a Primeira Guerra Mundial, e foi enviado para a Turquia Otomana , período em que sofreu problemas cardíacos crônicos decorrentes da infecção anterior por malária. A saúde precária então desmobilizou Waldemar da ativa na Ásia Menor.
Durante o período entre guerras europeu, Waldemar juntou-se a uma companhia de soldados mercenários dentro do paramilitar Freikorps, e participou ativamente na repressão das revoltas polonesas da Silésia (agosto de 1919 a julho de 1921) destinadas a anexar a Silésia alemã à Segunda República Polonesa. Na Alemanha de Weimar da década de 1920, as mentiras antissemitas da ideologia nazista — a Lenda da punhalada pelas costas, os Os Protocolos dos Sábios de Sião, O Judeu Internacional, etc. — teve muito apelo para os conservadores políticos e para os reacionários políticos que estavam com raiva que a Alemanha Imperial havia perdido a Grande Guerra, como o soldado mercenário do Freikorps Waldemar Peiper, portanto, seu terceiro filho, Joachim, seguiu o mesmo caminho de vida da ideologia nacionalista e do serviço militar para a Alemanha.
Em 1926, Joachim, de onze anos, seguiu seu irmão do meio, Horst Peiper, de quatorze anos, para se tornar um escoteiro; eventualmente, Joachim se interessou em se tornar um militar oficial. Horst ingressou na Schutzstaffel (SS) e serviu na SS-Totenkopfverbände como guarda em um campo de concentração nazista. Transferido para o serviço ativo como soldado da Waffen-SS, Horst lutou na Batalha da França em 1940 como integrante da 3.ª Divisão SS Totenkopf e foi morto na Polônia em junho de 1941, em um acidente nunca totalmente explicado; rumores diziam que a homossexualidade de Horst Peiper foi o motivo pelo qual ele foi compelido ao suicídio por seus companheiros da SS. O irmão mais velho de Peiper, Hans-Hasso (nascido em 1910) estava mentalmente doente, e sua tentativa de suicídio resultou em dano cerebral que o reduziu a um estado vegetativo persistente; internado em um hospital em 1931, Hans morreu de tuberculose em 1942.

## Carreira pré-guerra

### Política fascista
Joachim Peiper tinha dezoito anos quando se juntou à Juventude Hitlerista na companhia de Horst, seu irmão do meio. Em outubro de 1933, Peiper se ofereceu para a Schutzstaffel (SS) e se juntou à Cavalaria da SS, onde seu primeiro oficial superior foi Gustav Lombard, um nazista zeloso, e mais tarde um comandante regimental na Brigada de Cavalaria SS, que era notoriamente eficiente no assassinato em massa de judeus nas terras ocupadas da União Soviética ocupada, notavelmente em operações punitivas como a Marcha de Pripyat (julho–agosto de 1941) na Bielorrússia.
Em 23 de janeiro de 1934, ele foi promovido a SS-Mann (carteira de identidade SS: N.º 132.496), o que fez de Peiper um “homem SS” antes que a Schutzstaffell fosse independente da Sturmabteilung (SA) dentro do Partido Nazista. Mais tarde naquele ano, Peiper foi promovido a SS-Sturmmann durante as reuniões de Nuremberg em 1934, onde sua reputação atraiu a atenção do Reichsführer-SS Heinrich Himmler, para quem Peiper personificou o arianismo, o conceito de raça superior promovido pelo nazismo ensinado na escola de oficiais da SS.
A SS empregou Peiper formalmente em janeiro de 1935, e mais tarde o enviou para um curso de liderança militar em uma escola da divisão de tanques LSSAH.  Como um estudante de liderança da SS, Peiper recebeu críticas favoráveis e de aprovação dos instrutores da SS, mas recebeu apenas aprovação condicional dos psicólogos militares que notaram o egocentrismo de Peiper, atitude negativa e tentativas contínuas de impressioná-los socialmente com sua conexão pessoal com o Reichsführer-SS Himmler. Os psicólogos militares concluíram que Peiper poderia se tornar um "subordinado difícil" ou um "superior arrogante" no decorrer de sua carreira na SS.

### Homem da SS e membro do partido
No período de 24 de abril de 1935 a janeiro de 1936, Peiper treinou como oficial militar na Escola SS-Junker, de cuja instituição o diretor, Paul Hausser, formou líderes nazistas politicamente corretos para a Waffen-SS. Além do trabalho de campo militar, a Escola SS-Junker ensinava a visão de mundo nacional-socialista (nazista) centrada no antissemitismo. A qualificação e competência pedagógica dos instrutores da Escola SS-Junker era questionável. O Partido Nazista emitiu a Peiper sua carteira de identidade N.º 5.508.134 em 1 de março de 1938, dois anos depois de se tornar um homem da SS; no período pós-guerra Peiper negou continuamente ter sido membro do Partido Nazista, porque esse fato contradizia sua imagem autopromovida de um homem comum que era "apenas um soldado" na Segunda Guerra Mundial.

### Oficial de equipe
Em junho de 1938, tornou-se ajudante do Reichsführer-SS Himmler, cuja missão de serviço Himmler considerou necessário o treinamento administrativo para um líder da SS. Naquela época, o Personal Staff Reichsführer-SS estava sob o comando do funcionário da SS Karl Wolff. Como oficial de estado-maior, Peiper trabalhou na ante-sala do Escritório Central da SS em Berlim; e tornou-se um ajudante favorito de Himmler, e Peiper retribuiu a admiração; em 1939, Peiper sempre foi o ajudante do Reichsführer-SS em todas as funções oficiais.

### Vida privada
Em 1938, Peiper conheceu e cortejou Sigurd Hinrichsen, uma secretária que era amiga de Lina Heydrich (esposa de Reinhard Heydrich) e amiga de Hedwig Potthast, secretária e amante de Himmler. Em 26 de junho de 1939, Peiper casou-se com Sigurd em uma cerimônia da SS; Himmler foi o convidado de honra. Os Peipers viveram em Berlim até o bombardeio em 1940; Sigurd Peiper então foi morar em Rottach-Egern, Alta Baviera, perto da segunda residência de Himmler; eles tiveram três filhos.

## Sumário da carreira

### Condecorações
- Cruz de Ferro (1939)
  - 2ª classe (31 de maio de 1940)[24][25]
  - 1ª classe (1 de julho de 1940)[24][25]
- Distintivo da Infantaria de Assalto (7 de setembro de 1940)[25]
- Medalha Oriental (1 de setembro de 1942)[25]
- Cruz Germânica em Ouro (6 de maio de 1943)[26]
- Distintivo de Destruição de Tanques em Prata (24 de julho de 1943)[25]
- Medalha dos Sudetos com a Barra do Castelo de Praga
- Distintivo de Combate Corpo a Corpo em Prata
- Cruz de Cavaleiro da Cruz de Ferro (9 de março de 1943)
  - 377ª Folhas de Carvalho (27 de janeiro de 1944)
  - 119ª Espadas (11 de janeiro de 1945)

### Promoções
- 23 de janeiro de 1934 – Mann (soldado)[27]
- julho de 1934 – Sturmmann (cabo)
- janeiro de 1935 – Unterscharführer (terceiro-sargento)[15]
- 20 de abril de 1936 – Untersturmführer (segundo-tenente)[28]
- 30 de janeiro de 1939 – Obersturmführer (primeiro-tenente)[29]
- setembro de 1939 – Hauptsturmführer (capitão)
- 1942 – Sturmbannführer (major)
- 30 de janeiro de 1943 – Obersturmbannführer (tenente-coronel)[29]
- abril de 1945 – Standartenführer (coronel)[30][Nota 1]